# Manonichthys splendens
Manonichthys splendens là một loài cá trong họ Cá đạm bì được Fowler mô tả năm 1931.
Loài cá này phân bố ở Ấn Độ Dương-Tây Thái Bình Dương và đôi khi bị bắt làm cá cảnh. Cá trưởng thành có kích thước dài đến 13 cm.